# Daniel Klicnik
Daniel Klicnik (* 31. Mai 2003 in Judenburg) ist ein österreichischer Fußballspieler.

## Karriere

### Verein
Klicnik begann seine Karriere beim FC Zeltweg. Zur Saison 2015/16 wechselte er zum FC Judenburg. Zur Saison 2016/17 kam er in die Jugend des SK Sturm Graz, bei dem er ab der folgenden Saison auch in der Akademie spielte. Zur Saison 2018/19 wechselte er in die Akademie des FC Red Bull Salzburg. Nach drei Jahren in der Akademie rückte er zur Saison 2021/22 in den Kader des Farmteams FC Liefering.
Sein Debüt in der 2. Liga gab er im Oktober 2021, als er am elften Spieltag jener Saison gegen den FC Juniors OÖ in der 83. Minute für Sámuel Major eingewechselt wurde. Insgesamt kam er zu sieben Zweitligaeinsätzen für Liefering. Nach der Saison 2022/23 verließ er Salzburg.
Nach einem halben Jahr ohne Verein wechselte er im Jänner 2024 zum Regionalligisten FC Gleisdorf 09.

### Nationalmannschaft
Klicnik spielte im Februar 2018 erstmals für eine österreichische Jugendnationalmannschaft.